# Dalma Piri
Dalma María Itatí Piri (San Cristóbal (Santa Fe), 5 de enero del 2001) es una jugadora de baloncesto argentina que juega en la posición de escolta en el Club Ferro Carril Oeste. Se consagró tres veces campeona de la Liga Femenina de Basquetbol Argentina, 2022, 23-24 y 24-25, siendo la MVP de las finales del Clausura 24-25. Además de ser campeona del Torneo Federal 2021 y lograr un tercer puesto en la Liga femenina de Brasil con el Unimed Campinas. Formó parte de la Selección formativa femenina de básquetbol de Argentina, consiguiendo 2 torneos Sudamericanos y 1 medalla de bronce en el Campeonato FIBA Américas Femenino Sub-16 del 2017. 

## Biografía
Nació en la ciudad de San Cristóbal, Santa Fe (Argentina). A la edad de 9 años comenzó la práctica del baloncesto en el club Racing Lawn Tennis Club. A los 17 años disputó el torneo Pre Federal que se jugaría en la provincia de San Miguel de Tucumán con el Club Tucumán BB, consagrándose campeonas a final del torneo.[cita requerida]

### 2019
Luego del paso por el Pre Federal y con el antecedente de haber sido convocada a la selección formativa Argentina, en febrero de 2019 fichó por el club Obras Sanitarias de la Nación, de la ciudad de Buenos Aires. En su primer año, formó parte del equipo de La Liga Desarrollo, consolidándose al poco tiempo como una pieza fundamental para un equipo que tenía muchas jóvenes promesas. Al mismo tiempo participaba con su categoría U19 y con la primera del tachero en la liga metropolitana de basquetbol (AFMB). En noviembre de ese mismo año es seleccionada para participar en el torneo provincial de mayores de la provincia de Santa Fe, consagrándose campeona y MVP con el equipo del Noroeste al cual representó.[cita requerida] A comienzos del mes de diciembre se consagró campeona con su categoría U19, tras todo un año de competencia y unos días después recibió el llamado del seleccionado santafecino para disputar el torneo argentino de mayores en la provincia de San Luis. Las santafesinas llegaron a la final que se jugó contra el seleccionado de la ciudad de Buenos Aires, logrando una victoria 77 - 65, donde Piri aportó 10 puntos y sumó así su tercer medalla del 2019.

### 2021
Tras un año sin competencias debido a la Pandemia de COVID-19, en 2021 retomó la actividad con obras participando en la Liga Federal Femenina de Básquetbol. Allí el conjunto aurinegro enfrentó en la final al club deportivo Berazategui. Dalma Piri fue titular en aquel partido, aportando 17 puntos para ser la segunda goleadora del equipo en la final.

### 2023
Luego de cuatro años como jugadora de Obras, el 13 de mayo del 2023 se anunció su llegada a suelo brasilero como flamante refuerzo del club Unimed Campinas Basquete, debutando con 21 puntos y 4 rebotes. Esa temporada el equipo de Campinas consiguió el tercer puesto en la LBF perdiendo contra el equipo de Sampaio Basquete en semifinales contra sus compatriotas Meli Gretter y Agostina Burani.[cita requerida] En septiembre de este año participó de la WBLA con el equipo paraguayo Félix Pérez Cardozo.

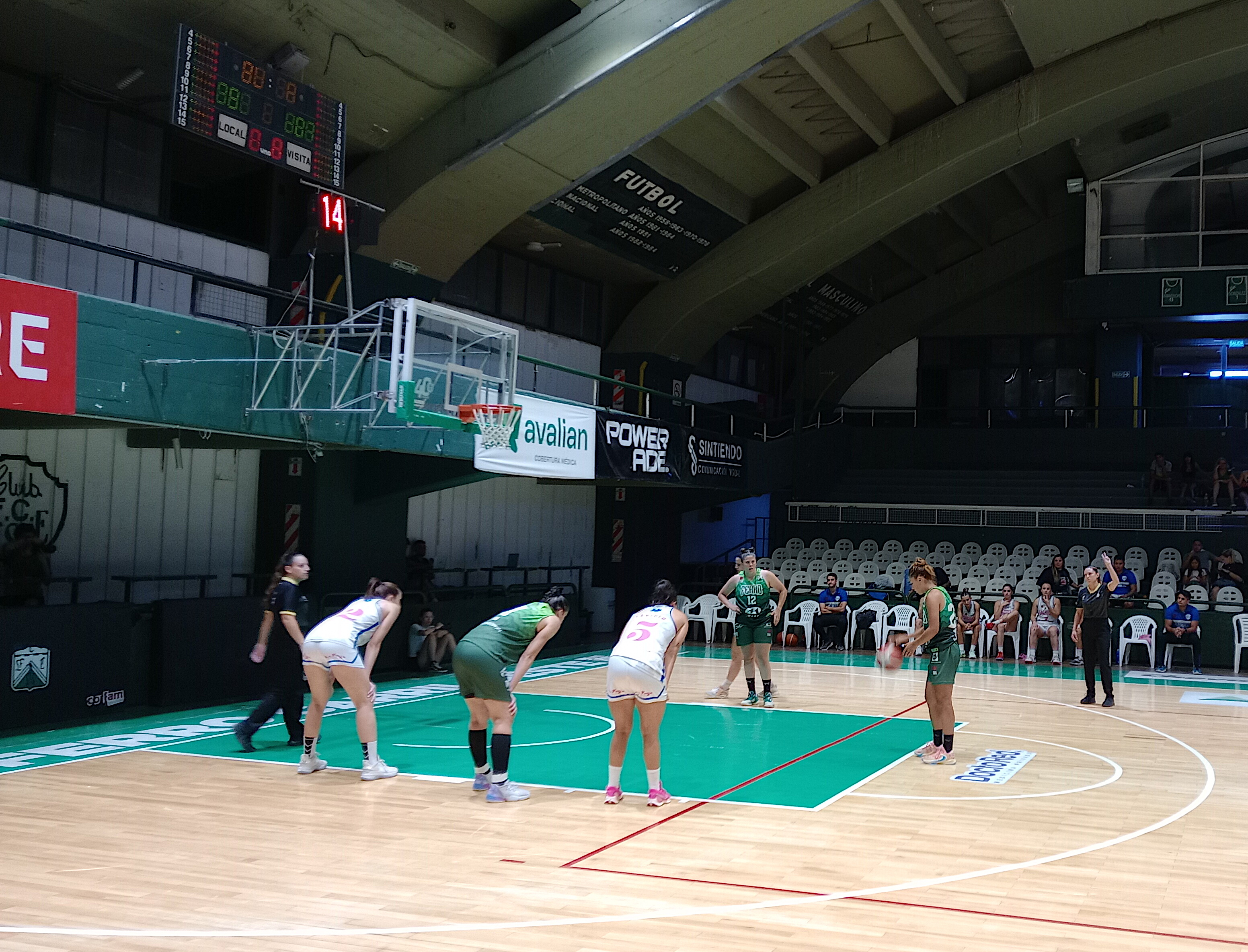
Piri a cargo de un tiro libre para Ferro en la temporada 2023/24

Luego de las buenas actuaciones en el extranjero, en noviembre de 2023 se sumó al club porteño Ferro Carril Oeste para disputar la Liga Femenina de Básquetbol 2023-24, certamen donde se consagró campeona del torneo apertura tras derrotar 81 a 62 a su anterior club, Obras.

### 2024
Junto a Ferro llegó a otra final de Liga nacional, esta vez contra el Club El Talar por el Apertura 24-25. Fue una final electrizante en donde Ferro perdió 99-94 por doble suplementario, quedando como subcampeonas de esa liga.

### 2025
En la final de la conferencia sur se cruzaron nuevamente Ferro contra El Talar, con victoria de Ferro en 2 de 3 partidos, alcanzando así la Final de la Liga Nacional. En el primer partido que se disputó versus el Club Atlético Riachuelo de La Rioja, Dalma fue MVP del partido con 17 puntos, 14 rebotes, 2 asistencias y 29 de valoración.  El segundo juego fue victoria para Riachuelo. En el tercer y último juego Ferro fue lapidario y ganó 59-41, Dalma aportó 13 puntos, 5 rebotes, 4 recuperos, 3 asistencias en 32 minutos de juego, coronando a Ferro Básquet nuevamente campeón y siendo elegida MVP de las finales por primera vez en su carrera.

### Selección nacional
En 2015 fue convocada a la selección nacional de la categoría U14, donde gritó campeona en el torneo Sudamericano femenino disputado en Buenos Aires, en el predio del CeNARD. En el año 2016 y con la categoría U15 volvió a coronarse en otro Sudamericano femenino esta vez disputado en Ecuador.
Su mayor logro con la camiseta de Argentina hasta ahora, fue en el año 2017 cuando logró el bronce con el seleccionado en el Campeonato FIBA Américas Femenino Sub-16 disputado en la Argentina en el mes de junio.
En mayo del 2022 fue preseleccionada para la selección Argentina 3x3 de cara al torneo Suramericano en Asunción Paraguay.
En agosto del 2024 fue preseleccionada de cara al Preclasificatorio a la Copa del Mundo 2026 jugado en Ruanda y al Sudamericano de Mayores de Santiago de Chile, pero finalmente quedó fuera de la convocatoria junto a Agustina Marín.

## Trayectoria
Divisiones menores 
- Racing Lawn Tennis Club (San Cristóbal - Santa Fe) (2012-2018)

Primera 
- Club Tucumán BB (San Miguel de Tucumán) (Federal Femenino) (2018)
- Obras Basket (LFB) (2019-2023)
- Unimed Campinas Basquete (LBF) (2023)[16]
- Club Félix Pérez Cardozo (WBLA) (2023) [17]
- Club Ferro Carril Oeste (LFB) (2023 - presente) [18]

## Vida personal
En el año 2022 obtuvo su título como profesora de educación física  en el Instituto Dr. José Ingenieros. En simultáneo realizó cursos de preparación física y entrenamiento con certificación nacional en la academia Pro Fitness Argentina. Más tarde continuó con sus estudios a distancia a través de la Licenciatura en Educación Física de la Universidad Católica de Salta.[cita requerida]

## Palmarés
- Campeona del Federal Femenino de 2021 con Obras Basket.
- Campeona Súper 4 Liga Nacional Femenina 2022 con Obras Basket.
- Tercer puesto de Liga de Basquete Feminino 2023 con Unimed Campinas Basquete .
- Campeona de la Liga Femenina de 2023-24(Apertura) con Club Ferro Carril Oeste.
- Subcampeona de la Liga Femenina de 2023-24(Clausura) con Club Ferro Carril Oeste.
- Campeona de la Liga Femenina de 2024-25 (Clausura) con Club Ferro Carril Oeste
  - Elegida MVP de las finales.